# Basic Flying Training School
La Basic Flying Training School est une unité de la composante aérienne des forces armées belges stationnée sur la base aérienne de Beauvechain. Elle est constituée des 5e et 9e escadrilles. Ensemble, elles opèrent sur SF 260 "M" et "D".
La principale mission de l'école est de fournir un entrainement de phase II aux élèves-pilotes de l'armée belge. Après avoir réussi cette formation, les étudiants sont assignés à une des 3 options possibles : combat, transport ou hélicoptère.
 L'école dispense également des cours pour pilotes confirmés.
L’École de pilotage élémentaire est une section de l'unité. Cette petite unité, basée sur le champ d'aviation de Gossoncourt, opère sur L-21A Super Cub et appuie les cadets de l'air belges.

## Sources
- (en) Cet article est partiellement ou en totalité issu de l’article de Wikipédia en anglais intitulé « Basic Flying Training School (Belgian Air Component) » (voir la liste des auteurs).